# Instituto de investigaciones de medios de comunicación en el Oriente Medio
El Instituto de investigaciones de medios de comunicación en el Oriente Medio - en inglés Middle East Media Research Institute  MEMRI, en hebreo:המכון לחקר התקשורת המזרח התיכון- es una organización sin ánimo de lucro fundada en febrero de 1998 por el judío Yigal Carmon, un exoficial de los servicios de inteligencia israelíes y el profesor Meyrav Wurmser. Se especializa en cuestiones relacionadas con Oriente Medio.

## Objetivos
MEMRI TV tiene como objetivo principal propagar información acerca de la situación en Oriente Medio, desde un punto de vista profesional. La organización ha informado sobre los Atentados del 11 de septiembre de 2001.

## Ubicación
La asociación tiene su sede principal en Washington D. C. y oficinas en Berlín,Londres,Tokio y Jerusalén.

## Financiación
MEMRI es financiada por diversas fundaciones privadas y por el Gobierno federal de los Estados Unidos.

## Controversias
Mohammed El Oifi, un académico especialista en medios de comunicación árabes y colaborador de Le Monde Diplomatique habla de desinformación israelí sobre el MEMRI.
En varias ocasiones, autores árabes o europeos han presentado al MEMRI como una arma de propaganda sionista del gobierno israelí del Likud y de sus grupos de presión. 
Brian Whitaker, periodista de The Guardian, le acusa de mostrar una visión minoritaria del mundo árabe como si fuera la más generalizada y de no ser neutral. 
Vincent Cannistraro, un exagente de la CIA acusa el MEMRI de ser selectivo y de actuar como propaganda política del Likud. 
William Rugh ex-embajador de EE. UU. en Yemen y los Emiratos Árabes Unidos, dijo que MEMRI no representa el punto de vista de los árabes. Según William Rugh, MEMRI es una organización proisraelí que muestra una imagen distorsionada y negativa de los árabes y les acusa de rechazar una solución pacífica al conflicto israelí-palestino.